# Миличић
Миличић је јужнословенско презиме. Може се односити на следеће особе:
- Александар Миличић (1946–2021), српски фудбалер и тренер
- Анте Миличић (1974), хрватско-аустралски фудбалер
- Богдан Миличић, (1989), српски фудбалер
- Борис Миличић (1979), српски фудбалер
- Дарко Миличић (1985), српски кошаркаш
- Драгослав Миличић, српски предузетник и политичар
- Игор Миличић (1976), хрватски кошаркаш и тренер
- Нева Миличић Милер (1943), чилеански дечји психолог